# Vieille école de Žarkovo
La vieille école de Žarkovo (en serbe cyrillique : Стара школа у Жаркову ; en serbe latin : Stara škola u Žarkovu) est située à Belgrade, la capitale de la Serbie, dans la municipalité urbaine de Čukarica et dans le quartier de Žarkovo. Construite dans les années 1850, elle est inscrite sur la liste des biens culturels de la ville de Belgrade.

## Présentation

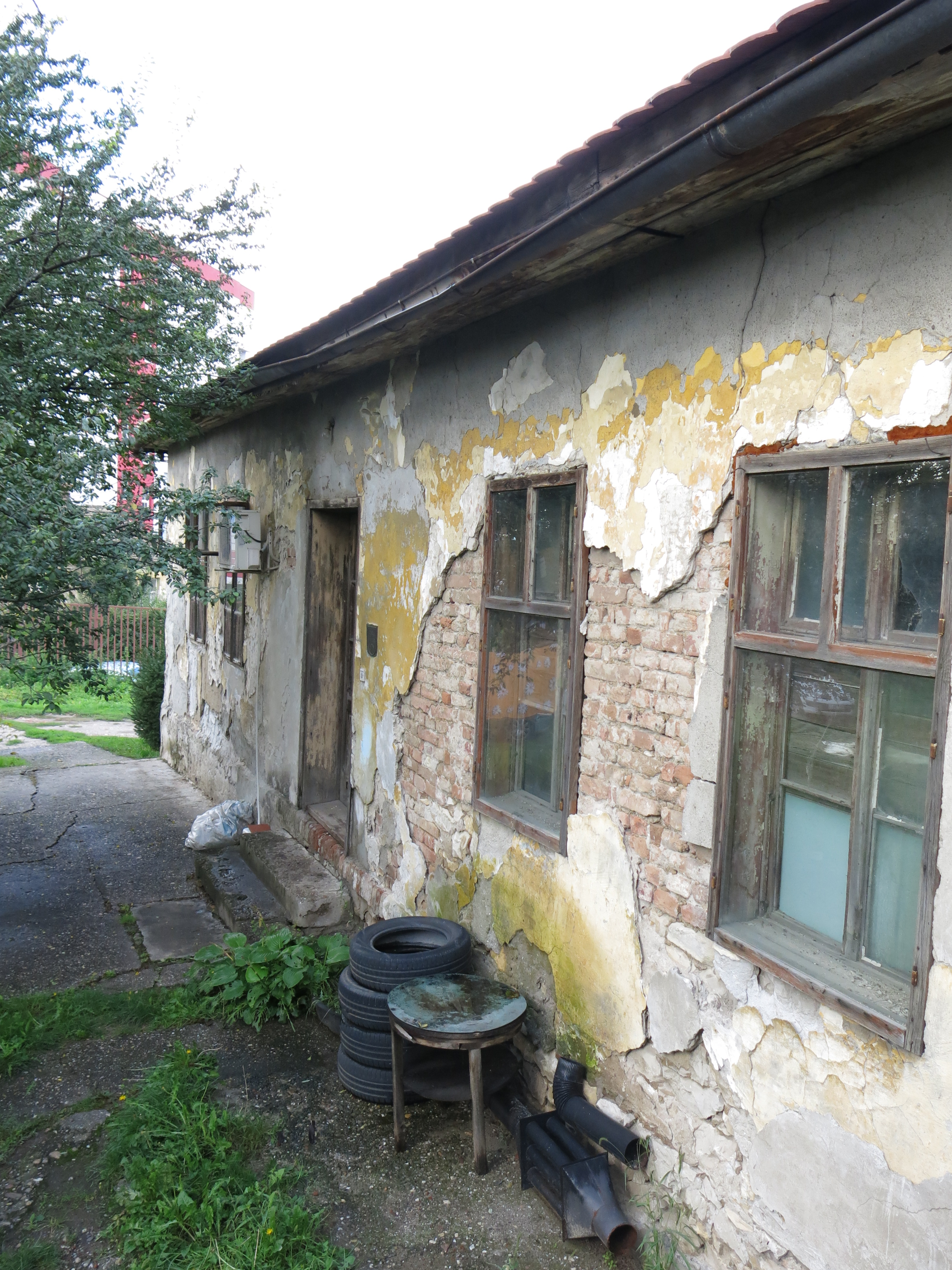
Autre vue de l'école

La vieille école est située 2 rue Ace Joksimovića, dans le quartier de Žarkovo. Elle a été construite dans les années 1850 pour servir de bâtiment administratif au quartier de Žarkovo. L'école élémentaire du quartier s'est installée dans les lieux en 1880 et la maison a rempli cette fonction depuis cette époque.
Le bâtiment est très simple. Il dispose de deux salles de classe et plusieurs locaux auxiliaires. Le toit à quatre pans est couvert de bitume.
L'école constitue l'un des rares exemples d'école élémentaire du XIXe siècle en Serbie et offre un document sur l'évolution de l'éducation en milieu rural dans le Grand Belgrade de cette époque.